# Летний домик
«Летний домик» — кинофильм. Экранизация произведения, автор которого — Элис Томас Эллис. 

## Сюжет
Героиня этого фильма, оставившая в Египте первую любовь, омрачённую кровавой тайной, собирается замуж за сорокалетнего мужчину, которого она не любит. Ведётся подготовка к свадьбе, и события уже настолько закрутились, что расстроить её может только нечто экстраординарное. Что и устроила подруга обеих семей самым неожиданным образом.
Симпатичная комедия с элементами драмы и даже триллера, поставленная по роману «Одежда в гардеробе» Элис Томас Эллис.

## Интересные факты
Существуют одноименные фильмы 1959 года и 2008 года .